# Lista över kyrkliga kulturminnen i Kronobergs län
Förteckning över kyrkliga kulturminnen i Kronobergs län.

## Alvesta kommun
| Namn                                            | Ursprunglig funktion                                                        | Byggår     | Arkitekt        | Plats              | Läge               | Anläggnings-ID | Bild                                                                      |
| ----------------------------------------------- | --------------------------------------------------------------------------- | ---------- | --------------- | ------------------ | ------------------ | -------------- | ------------------------------------------------------------------------- |
| Alvesta kyrka (Aringsås 19:2)                   | Kyrka med begravningsplats (1 byggnad)                                      | 1440-talet | okänd           | Alvesta            | 56.90089, 14.56725 |                | Se fler bilder av denna byggnad · Ladda upp en till bild av denna byggnad |
| Blädinge kyrka (Blädinge 8:1)                   | Kyrka med begravningsplats (1 byggnad)                                      | 1350       | okänd           | Blädinge kyrkby    | 56.84820, 14.53168 |                | Se fler bilder av denna byggnad · Ladda upp en till bild av denna byggnad |
| Hjortsberga kyrka (Hjortsberga 1:9)             | Kyrka med begravningsplats (1 byggnad)                                      | 1839       | Samuel Enander  | Hjortsberga kyrkby | 56.92251, 14.47923 |                | Se fler bilder av denna byggnad · Ladda upp en till bild av denna byggnad |
| Härlövs kyrka (Härlöv 15:1)                     | Kyrka med begravningsplats (1 byggnad)                                      | 1697       | okänd           | Härlöv             | 56.96141, 14.63721 |                | Se fler bilder av denna byggnad · Ladda upp en till bild av denna byggnad |
| Kvenneberga kapell (Kvenneberga 1:6)            | Kapell (1 byggnad)                                                          | 1983       | Sven Carlsson   | Kvenneberga        | 56.95532, 14.52440 |                | Se fler bilder av denna byggnad · Ladda upp en till bild av denna byggnad |
| Lekaryds kyrka (Lekaryd 18:1)                   | Kyrka med begravningsplats (1 byggnad)                                      | 1400-talet | okänd           | Lekaryd            | 56.93006, 14.57711 |                | Se fler bilder av denna byggnad · Ladda upp en till bild av denna byggnad |
| Mistelås kyrka (Mistelås 1:9)                   | Kyrka med begravningsplats (1 byggnad)                                      | 1723       | okänd           | Mistelås           | 56.99308, 14.37966 |                | Se fler bilder av denna byggnad · Ladda upp en till bild av denna byggnad |
| Moheda kyrka (Moheda 4:2)                       | Kyrka med begravningsplats (1 byggnad)                                      | 1100-talet | okänd           | Moheda             | 57.00301, 14.57124 |                | Se fler bilder av denna byggnad · Ladda upp en till bild av denna byggnad |
| Skatelövs kyrka (Skatelövs prästgård 2:1)       | Kyrka med begravningsplats (1 byggnad)                                      | 1821       | Axel Almfelt    | Skatelöv           | 56.75659, 14.57833 |                | Se fler bilder av denna byggnad · Ladda upp en till bild av denna byggnad |
| Skogskyrkan (Spåningslanda 5:8)                 | Kyrka med begravningsplats,Kyrka sammanbyggd med församlingshem (1 byggnad) | 1967       | Anders Berglund | Alvesta            | 56.91330, 14.56915 |                | Se fler bilder av denna byggnad · Ladda upp en till bild av denna byggnad |
| Slätthögs kyrka (Slätthög 1:7)                  | Kyrka med begravningsplats (1 byggnad)                                      | 1842       | Samuel Enander  | Slätthög           | 57.02075, 14.51256 |                | Se fler bilder av denna byggnad · Ladda upp en till bild av denna byggnad |
| Vislanda kyrka (Vislanda kyrka 1:1)             | Kyrka med begravningsplats (1 byggnad)                                      | 1794       | okänd           | Vislanda           | 56.77725, 14.43021 |                | Se fler bilder av denna byggnad · Ladda upp en till bild av denna byggnad |
| Västra Torsås kapell (Västra Torsås kapell 1:1) | Kyrka med begravningsplats (1 byggnad)                                      | 1929       | Paul Boberg     | Lönashult          | 56.69395, 14.56883 |                | Ladda upp en till bild av denna byggnad                                   |
| Västra Torsås kyrka (Västra Torsås kyrka 1:1)   | Kyrka med begravningsplats (1 byggnad)                                      | 1872       | Ludwig Hawerman | Lönashult          | 56.65011, 14.51703 |                | Se fler bilder av denna byggnad · Ladda upp en till bild av denna byggnad |

## Lessebo kommun
| Namn                                  | Ursprunglig funktion                                                 | Byggår | Arkitekt                  | Plats      | Läge               | Anläggnings-ID | Bild                                                                      |
| ------------------------------------- | -------------------------------------------------------------------- | ------ | ------------------------- | ---------- | ------------------ | -------------- | ------------------------------------------------------------------------- |
| Ekeberga kyrka (Ekeberga 3:1)         | Kyrka med begravningsplats (1 byggnad)                               | 1826   | Johan Christian Serén     | Kosta      | 56.83366, 15.39868 |                | Se fler bilder av denna byggnad · Ladda upp en till bild av denna byggnad |
| Hovmantorps kyrka (Sankt Sigfrid 7)   | Kyrka med begravningsplats (1 byggnad)                               | 1847   | Theodor Edberg            | Hovmantorp | 56.78962, 15.13333 |                | Se fler bilder av denna byggnad · Ladda upp en till bild av denna byggnad |
| Lessebo kyrka (Kyrkan 1)              | Kyrka sammanbyggd med församlingshem,Kyrka med kyrkotomt (1 byggnad) | 1960   | Bent Jörgen Jörgensen     | Lessebo    | 56.75264, 15.27180 |                | Se fler bilder av denna byggnad · Ladda upp en till bild av denna byggnad |
| Ljuders kyrka (Ljuders prästgård 2:1) | Kyrka med begravningsplats (1 byggnad)                               | 1844   | Carl-Gustaf Blom-Carlsson | Ljuder     | 56.68280, 15.31526 |                | Se fler bilder av denna byggnad · Ladda upp en till bild av denna byggnad |

## Ljungby kommun
| Namn | Ursprunglig funktion                                                         | Byggår                 | Arkitekt                  | Plats                     | Läge               | Anläggnings-ID | Bild                                                                      |
| --- | ---------------------------------------------------------------------------- | ---------------------- | ------------------------- | ------------------------- | ------------------ | -------------- | ------------------------------------------------------------------------- |
| Agunnaryds kyrka (Agunnaryd 1:3)                                                                                                 | Kyrka med begravningsplats (1 byggnad)                                       | 1874                   | J P Lindberg              | Agunnaryd                 | 56.74465, 14.14775 |                | Se fler bilder av denna byggnad · Ladda upp en till bild av denna byggnad |
| Angelstads kyrka (Angelstad 22:1)                                                                                                | Kyrka med begravningsplats (1 byggnad)                                       | 1100-talet             | okänd                     | Angelstad                 | 56.83268, 13.77051 |                | Se fler bilder av denna byggnad · Ladda upp en till bild av denna byggnad |
| Annelundskyrkan (Abborren 1) | Kyrka sammanbyggd med församlingshem, Kyrka med begravningsplats (1 byggnad) | 1971                   | Hans Lindén               | Ljungby, Skogskyrkogården | 56.84017, 13.93103 |                | Se fler bilder av denna byggnad · Ladda upp en till bild av denna byggnad |
| Annerstads kyrka (Annerstad 3:4)                                                                                                 | Kyrka med begravningsplats (1 byggnad)                                       | 1824                   | Johan Abraham Wilelius    | Annerstad                 | 56.76049, 13.72148 |                | Se fler bilder av denna byggnad · Ladda upp en till bild av denna byggnad |
| Berga kyrka (Berga 2:1) | Kyrka med begravningsplats (1 byggnad)                                       | 1821                   | Jacob Wilhelm Gerss       | Lagan                     | 56.92233, 13.99037 |                | Se fler bilder av denna byggnad · Ladda upp en till bild av denna byggnad |
| Bolmsö kyrka (Bolmsö 2:2) | Kyrka med begravningsplats (1 byggnad)                                       | 1863                   | Carl Gustaf Blom-Carlsson | Bolmsö                    | 57.00738, 13.72365 |                | Se fler bilder av denna byggnad · Ladda upp en till bild av denna byggnad |
| Den helige Sigfrids kapell (Torg 2:72)                                                                                           | Kapell                                                                       | 1980                   |                           |                           | koordinater saknas |                | Ladda upp en bild av denna byggnad                                        |
| Dörarps kyrka (Dörarp 3:3) | Kyrka med begravningsplats (1 byggnad)                                       | 1200-talet             | okänd                     | Dörarp                    | 56.99073, 14.00812 |                | Se fler bilder av denna byggnad · Ladda upp en till bild av denna byggnad |
| Hamneda kyrka (Elinge 7:3) | Kyrka med begravningsplats (1 byggnad)                                       | 1892                   | Fritz Eckert              | Hamneda                   | 56.69957, 13.85285 |                | Se fler bilder av denna byggnad · Ladda upp en till bild av denna byggnad |
| Kånna kyrka (Kånna 15:1) | Kyrka med begravningsplats (1 byggnad)                                       | 1100-talet             | okänd                     | Kånna                     | 56.77876, 13.90027 |                | Se fler bilder av denna byggnad · Ladda upp en till bild av denna byggnad |
| Lidhults kyrka (Lidhult 1:299)                                                                                                   | Kyrka med begravningsplats (1 byggnad)                                       | 1879                   | Johan Adolf Hawerman      | Lidhult                   | 56.82969, 13.45035 |                | Se fler bilder av denna byggnad · Ladda upp en till bild av denna byggnad |
| Ljungby kyrka (Apotekaren 1) | Kyrka (1 byggnad)                                                            | 1859                   | Ludvig Hedin              | Ljungby                   | 56.83433, 13.93496 |                | Se fler bilder av denna byggnad · Ladda upp en till bild av denna byggnad |
| Begravningsmuseet, fram till 2000 Mariakyrkan, Ljungby (Replösa 4:16) ej att förväxla med nya Mariakyrkan, Ljungby uppförd 2001. | Kyrka med kyrkotomt (1 byggnad)                                              | 1975                   | Fredrik Olsson            | Ljungby, Skogskyrkogården | 56.84372, 13.94138 |                | Ladda upp en bild av denna byggnad                                        |
| Nöttja kyrka (Nöttja 14:1) | Kyrka med begravningsplats (1 byggnad)                                       | 1200-talet             | okänd                     | Nöttja                    | 56.71491, 13.76509 |                | Se fler bilder av denna byggnad · Ladda upp en till bild av denna byggnad |
| Odensjö kyrka (Odensjö 7:1) | Kyrka med begravningsplats (1 byggnad)                                       | 1200- eller 1300-talet | okänd                     | Odensjö                   | 56.86079, 13.61487 |                | Se fler bilder av denna byggnad · Ladda upp en till bild av denna byggnad |
| Ryssby kyrka (Ryssby 23:1) | Kyrka med begravningsplats (1 byggnad)                                       | 1844                   | Per Axel Nyström          | Ryssby                    | 56.86497, 14.16133 |                | Se fler bilder av denna byggnad · Ladda upp en till bild av denna byggnad |
| Södra Ljunga kyrka (Ljunga Prästgård 2:1)                                                                                        | Kyrka med begravningsplats (1 byggnad)                                       | 1100- eller 1200-talet | okänd                     | Södra Ljunga              | 56.73996, 13.97154 |                | Ladda upp en till bild av denna byggnad                                   |
| Tannåkers kyrka (Tannåker 7:1)                                                                                                   | Kyrka med begravningsplats (1 byggnad)                                       | 1793                   |                           | Tannåker                  | 56.96255, 13.76789 |                | Se fler bilder av denna byggnad · Ladda upp en till bild av denna byggnad |
| Torpa kyrka (Torpa 3:1) | Kyrka med begravningsplats (1 byggnad)                                       | 1865                   | Johan Adolf Hawerman      | Torpa                     | 56.70950, 13.59507 |                | Se fler bilder av denna byggnad · Ladda upp en till bild av denna byggnad |
| Tutaryds kyrka (Tutaryd 16:2) | Kyrka med begravningsplats (1 byggnad)                                       | 1694                   | okänd                     | Tutaryd                   | 56.84384, 14.04771 |                | Se fler bilder av denna byggnad · Ladda upp en till bild av denna byggnad |
| Vittaryds kyrka (Vittaryd 4:1)                                                                                                   | Kyrka med begravningsplats (1 byggnad)                                       | 1350                   | okänd                     | Vittaryd                  | 56.97498, 13.93389 |                | Se fler bilder av denna byggnad · Ladda upp en till bild av denna byggnad |
| Vrå kyrka (Vrå 1:5) | Kyrka med begravningsplats (1 byggnad)                                       | 1836                   | okänd                     | Vrå                       | 56.73452, 13.45343 |                | Se fler bilder av denna byggnad · Ladda upp en till bild av denna byggnad |

## Markaryds kommun
| Namn                                  | Ursprunglig funktion                             | Byggår | Arkitekt                  | Plats         | Läge               | Anläggnings-ID | Bild                                                                      |
| ------------------------------------- | ------------------------------------------------ | ------ | ------------------------- | ------------- | ------------------ | -------------- | ------------------------------------------------------------------------- |
| Germunds kapell (Ärlan 5)             | Kapell,Församlingshem (1 byggnad)                | 1971   | Jannice Spangenberg       | Markaryd      | 56.45814, 13.58941 |                | Se fler bilder av denna byggnad · Ladda upp en till bild av denna byggnad |
| Hinneryds kyrka (Hinneryd 8:1)        | Kyrka med begravningsplats (1 byggnad)           | 1886   | Albert Törnqvist          | Hinneryd      | 56.61790, 13.60887 |                | Se fler bilder av denna byggnad · Ladda upp en till bild av denna byggnad |
| Markaryds kyrka (Markaryds kyrka 1:1) | Kyrka med begravningsplats (1 byggnad)           | 1857   | Carl-Gustaf Blom-Carlsson | Markaryd      | 56.47045, 13.57224 |                | Se fler bilder av denna byggnad · Ladda upp en till bild av denna byggnad |
| Sankt Andreas kyrka (Västan 10)       | Kyrka sammanbyggd med församlingshem (1 byggnad) | 1956   | Arne Lindström            | Strömsnäsbruk | 56.55070, 13.73479 |                | Se fler bilder av denna byggnad · Ladda upp en till bild av denna byggnad |
| Timsfors kapell (Markaryd 7:76)       | Kyrka sammanbyggd med församlingshem             | 1982   |                           | Timsfors      | koordinater saknas |                | Se fler bilder av denna byggnad · Ladda upp en till bild av denna byggnad |
| Traryds kyrka (Traryd 3:67)           | Kyrka med begravningsplats (1 byggnad)           | 1862   | Johan Adolf Hawerman      | Traryd        | 56.58012, 13.74614 |                | Se fler bilder av denna byggnad · Ladda upp en till bild av denna byggnad |

## Tingsryds kommun
| Namn                                         | Ursprunglig funktion                             | Byggår     | Arkitekt                                                 | Plats         | Läge               | Anläggnings-ID | Bild                                                                      |
| -------------------------------------------- | ------------------------------------------------ | ---------- | -------------------------------------------------------- | ------------- | ------------------ | -------------- | ------------------------------------------------------------------------- |
| Almundsryds kyrka (Almundsryds kyrka 1:2)    | Kyrka med begravningsplats (1 byggnad)           | 1808-1810  | Daniel Forsman                                           | Ryd           | 56.46341, 14.69879 |                | Se fler bilder av denna byggnad · Ladda upp en till bild av denna byggnad |
| Fridafors kyrka (Bjällernäs 1:100)           | Kyrka sammanbyggd med församlingshem (1 byggnad) | 1959       | Anders Berglund                                          | Fridafors     | 56.40855, 14.65632 |                | Ladda upp en bild av denna byggnad                                        |
| Linneryds kyrka (Linneryd 31:1)              | Kyrka med begravningsplats (1 byggnad)           | 1797-1798  | Gustaf Pfeffer                                           | Linneryd      | 56.65674, 15.13167 |                | Se fler bilder av denna byggnad · Ladda upp en till bild av denna byggnad |
| Södra Sandsjö kyrka (Södra Sandsö kyrka 1:1) | Kyrka med begravningsplats (1 byggnad)           | 1836-1837  | Samuel Enander                                           | Södra Sandsjö | 56.51419, 15.15498 |                | Se fler bilder av denna byggnad · Ladda upp en till bild av denna byggnad |
| Timmermannens kapell (Örmo 1:15)             | Kapell (1 byggnad)                               | 1969       |                                                          | Konga         | 56.50065, 15.12582 |                | Se fler bilder av denna byggnad · Ladda upp en till bild av denna byggnad |
| Tingsås kyrka (Tingsryd 24:1)                | Kyrka med begravningsplats (1 byggnad)           | 1853 -1856 | Sven Nilsson i Säljeryd, Ö Torsås och Johan Fredrik Åbom | Tingsryd      | 56.52760, 14.97345 |                | Se fler bilder av denna byggnad · Ladda upp en till bild av denna byggnad |
| Urshults kyrka (Urshult 2:1)                 | Kyrka med begravningsplats (1 byggnad)           | 1808-1810  | Daniel Forsman                                           | Urshult       | 56.53060, 14.79858 |                | Se fler bilder av denna byggnad · Ladda upp en till bild av denna byggnad |
| Väckelsångs kyrka (Väckelsång 22:1)          | Kyrka med begravningsplats (1 byggnad)           | 1827–1828  | Jakob Wilhelm Gerss                                      | Väckelsång    | 56.64686, 14.91476 |                | Se fler bilder av denna byggnad · Ladda upp en till bild av denna byggnad |
| Älmeboda kyrka (Rävemåla 1:99)               | Kyrka med begravningsplats (1 byggnad)           | 1876-1877  | Ludvig Hedin                                             | Rävemåla      | 56.55577, 15.26280 |                | Se fler bilder av denna byggnad · Ladda upp en till bild av denna byggnad |

## Uppvidinge kommun
| Namn                                   | Ursprunglig funktion                   | Byggår                            | Arkitekt                  | Plats     | Läge               | Anläggnings-ID | Bild                                                                      |
| -------------------------------------- | -------------------------------------- | --------------------------------- | ------------------------- | --------- | ------------------ | -------------- | ------------------------------------------------------------------------- |
| Fröseke kapell (Älghults-Fröseke 10:1) | Kapell (1 byggnad)                     | 1938-1939                         | Paul Boberg               | Fröseke   | 56.97199, 15.76864 |                | Se fler bilder av denna byggnad · Ladda upp en till bild av denna byggnad |
| Granhults kyrka (Granhults kyrka 1:1)  | Kyrka med begravningsplats (1 byggnad) | 1220-talet                        |                           | Granhult  | 57.04714, 15.20813 |                | Se fler bilder av denna byggnad · Ladda upp en till bild av denna byggnad |
| Herråkra kyrka (Herråkra kyrka 2:1)    | Kyrka med begravningsplats (1 byggnad) | 1803-1804                         | Olof Jonsson              | Herråkra  | 56.93227, 15.19773 |                | Se fler bilder av denna byggnad · Ladda upp en till bild av denna byggnad |
| Kapell Nytorpet (Åseda 14:119)         | Kapell med begravningsplats            | 1992                              |                           |           | koordinater saknas |                | Ladda upp en till bild av denna byggnad                                   |
| Lenhovda kyrka (Lenhovda 56:2)         | Kyrka med begravningsplats (1 byggnad) | 1839-1843                         | Carl-Gustaf Blom-Carlsson | Lenhovda  | 56.99886, 15.28478 |                | Se fler bilder av denna byggnad · Ladda upp en till bild av denna byggnad |
| Nottebäcks kyrka (Nottebäck 10:1)      | Kyrka med begravningsplats (1 byggnad) | 1831-1837                         | Johan Abraham Wilelius    | Nottebäck | 57.09987, 15.17846 |                | Se fler bilder av denna byggnad · Ladda upp en till bild av denna byggnad |
| Älghults kyrka (Älghult 1:3)           | Kyrka med begravningsplats (1 byggnad) | 1805-1806                         | Jacob Wulff               | Älghult   | 57.00842, 15.58703 |                | Se fler bilder av denna byggnad · Ladda upp en till bild av denna byggnad |
| Åseda kyrka (Åseda 13:32)              | Kyrka med begravningsplats (1 byggnad) | 1100-talet, 1400-talet ,1796-1803 | Carl Fredrik Adelcrantz   | Åseda     | 57.16941, 15.34622 |                | Se fler bilder av denna byggnad · Ladda upp en till bild av denna byggnad |

## Växjö kommun
| Namn                                          | Ursprunglig funktion                                     | Byggår                            | Arkitekt                          | Plats           | Läge               | Anläggnings-ID | Bild                                                                      |
| --------------------------------------------- | -------------------------------------------------------- | --------------------------------- | --------------------------------- | --------------- | ------------------ | -------------- | ------------------------------------------------------------------------- |
| Aneboda kyrka (Aneboda 1:66)                  | Kyrka med begravningsplats (1 byggnad)                   | 1899                              | Fredrik Lilljekvist               | Aneboda         | 57.12070, 14.56330 |                | Se fler bilder av denna byggnad · Ladda upp en till bild av denna byggnad |
| Asa kyrka (Asa 12:1)                          | Kyrka med begravningsplats (1 byggnad)                   | 1806-1807                         | Per Wilhelm Palmroth              | Asa             | 57.16502, 14.79492 |                | Se fler bilder av denna byggnad · Ladda upp en till bild av denna byggnad |
| Bergs kyrka (Berg 10:1)                       | Kyrka med begravningsplats (1 byggnad)                   | 1830-1835                         | Per Axel Nyström                  | Berg            | 57.08342, 14.70888 |                | Se fler bilder av denna byggnad · Ladda upp en till bild av denna byggnad |
| Bergunda kyrka (Bergunda 13:1)                | Kyrka med begravningsplats (1 byggnad)                   | 1100-talet                        |                                   | Bergunda        | 56.86031, 14.74562 |                | Se fler bilder av denna byggnad · Ladda upp en till bild av denna byggnad |
| Drevs gamla kyrka (Drev 10:1)                 | Kyrka med begravningsplats (1 byggnad)                   | 1170                              |                                   | Drevs socken    | 57.07213, 14.98060 |                | Se fler bilder av denna byggnad · Ladda upp en till bild av denna byggnad |
| Drevs och Hornaryds nya kyrka (Möllekull 1:2) | Kyrka med begravningsplats (1 byggnad)                   | 1866–1867                         | Theodor Anckarsvärd               |                 | 57.08294, 14.99043 |                | Se fler bilder av denna byggnad · Ladda upp en till bild av denna byggnad |
| Dädesjö gamla kyrka (Dädesjö 1:2)             | Kyrka                                                    | 1200-talet                        | okänd                             | Dädesjö         | 57.0106, 15.1069   |                | Se fler bilder av denna byggnad · Ladda upp en till bild av denna byggnad |
| Dädesjö nya kyrka (Dädesjö 11:1)              | Kyrka                                                    | 1794                              | Olof Tempelman                    | Dädesjö         | 56.7851, 14.7320   |                | Se fler bilder av denna byggnad · Ladda upp en till bild av denna byggnad |
| Furuby kyrka (Furuby 5:5)                     | Kyrka (1 byggnad)                                        | 1888                              | Herman Holmgren                   |                 | 56.85100, 15.03405 |                | Se fler bilder av denna byggnad · Ladda upp en till bild av denna byggnad |
| Gårdsby kyrka (Gårdsby 5:4)                   | Kyrka med begravningsplats (1 byggnad)                   | 1833–1835 av                      | Jacob Wilhelm Gerss               | Gårdsby         | 56.96001, 14.89951 |                | Se fler bilder av denna byggnad · Ladda upp en till bild av denna byggnad |
| Hemmesjö gamla kyrka (Hemmesjö 12:1)          | Kyrka med begravningsplats (1 byggnad)                   | 1175                              |                                   | Hemmesjö        | 56.85240, 14.93681 |                | Se fler bilder av denna byggnad · Ladda upp en till bild av denna byggnad |
| Hemmesjö kyrka (Billa 3:1)                    | Kyrka med begravningsplats (1 byggnad)                   | 1852 - 1854 Johan Adolf Hawerman. | Johan Adolf Hawerman              | Billa           | 56.83028, 14.95426 |                | Se fler bilder av denna byggnad · Ladda upp en till bild av denna byggnad |
| Högstorps kyrka (Vintergäcken 1)              | Kyrka (1 byggnad)                                        | 1965                              | Sigfrid Ullén                     | Högstorp, Växjö | 56.87721, 14.84066 |                | Se fler bilder av denna byggnad · Ladda upp en till bild av denna byggnad |
| Johannesgården (Gustavslund 3)                | Kyrka sammanbyggd med församlingshem                     | 1993                              |                                   |                 | koordinater saknas |                | Se fler bilder av denna byggnad · Ladda upp en till bild av denna byggnad |
| Jäts gamla kyrka (Jät 17:1)                   | Kyrka med begravningsplats (1 byggnad)                   | 1226                              |                                   | Jät             | 56.65777, 14.85103 |                | Se fler bilder av denna byggnad · Ladda upp en till bild av denna byggnad |
| Jäts kyrka (Jäts kyrka 1:1)                   | Kyrka med begravningsplats (1 byggnad)                   | 1910                              | Erik Lallerstedt                  | Jät             | 56.68008, 14.83101 |                | Se fler bilder av denna byggnad · Ladda upp en till bild av denna byggnad |
| Kalvsviks kyrka (Kalvsvik 18:1)               | Kyrka med begravningsplats (1 byggnad)                   | 1851-1852                         | Fredrik Wilhelm Scholander        | Kalvsvik        | 56.71849, 14.72534 |                | Se fler bilder av denna byggnad · Ladda upp en till bild av denna byggnad |
| Lammhults kyrka (Lammhult 25:8)               | Kyrka sammanbyggd med församlingshem (1 byggnad)         | 1964                              | Claes Knutson                     | Lammhult        | 57.16867, 14.58705 |                | Se fler bilder av denna byggnad · Ladda upp en till bild av denna byggnad |
| Mariakyrkan (Hovsör 1)                        | Kyrka sammanbyggd med församlingshem (1 byggnad)         | 1979                              | Thomas Hellquist och Richard Brun | Hov, Växjö      | 56.90013, 14.80044 |                | Se fler bilder av denna byggnad · Ladda upp en till bild av denna byggnad |
| Nöbbele kyrka (Värends-Nöbbele 1:17)          | Kyrka med begravningsplats (1 byggnad)                   | 1826-29                           | Överintendentsämbetet             | Nöbbele         | 56.69812, 15.01931 |                | Se fler bilder av denna byggnad · Ladda upp en till bild av denna byggnad |
| Ormesberga kyrka (Ormesberga 3:1)             | Kyrka med begravningsplats (1 byggnad)                   | 1600-talet                        |                                   | Ormesberga      | 57.02517, 14.71842 |                | Se fler bilder av denna byggnad · Ladda upp en till bild av denna byggnad |
| Sjösås gamla kyrka (Sjösås 3:1)               | Kyrka med begravningsplats (1 byggnad)                   | 1400-talet                        |                                   | Braås           | 57.06882, 15.05680 |                | Se fler bilder av denna byggnad · Ladda upp en till bild av denna byggnad |
| Sjösås nya kyrka (Viås 1:6)                   | Kyrka med begravningsplats (1 byggnad)                   | 1860-1865                         | Carl-Gustaf Blom-Carlsson         | Viås            | 57.10426, 15.06360 |                | Se fler bilder av denna byggnad · Ladda upp en till bild av denna byggnad |
| Skogslyckans kyrka (Växjö 9:7)                | Kyrka                                                    | 1943                              |                                   |                 | koordinater saknas |                | Se fler bilder av denna byggnad · Ladda upp en till bild av denna byggnad |
| Söraby kyrka (Söraby kyrka 1:1)               | Kyrka med begravningsplats (inga registrerade byggnader) | 1780-1781                         | Överintendentsämbetet             | Rottne          | 57.02584, 14.88997 |                | Se fler bilder av denna byggnad · Ladda upp en till bild av denna byggnad |
| Tegnérkyrkogården (Växjö 10:26)               | Gravkapell med begravningsplats (1 byggnad)              | 1856                              | J.P.Lind                          | Växjö centrum   | 56.87744, 14.80211 |                | Ladda upp en till bild av denna byggnad                                   |
| Teleborgs kyrka (Romalyckan 3)                | Kyrka (1 byggnad)                                        | 1974                              | Bent Jörgen Jörgensen             | Teleborg        | 56.85396, 14.81831 |                | Se fler bilder av denna byggnad · Ladda upp en till bild av denna byggnad |
| Tjureda kyrka (Tjureda 13:1)                  | Kyrka med begravningsplats (1 byggnad)                   | 1860-1862                         |                                   | Tjureda         | 57.04159, 14.81599 |                | Se fler bilder av denna byggnad · Ladda upp en till bild av denna byggnad |
| Tolgs kyrka (Laggen 1:7)                      | Kyrka med begravningsplats (1 byggnad)                   | 1879-1881                         |                                   | Tolg            | 57.09206, 14.82464 |                | Se fler bilder av denna byggnad · Ladda upp en till bild av denna byggnad |
| Tävelsås kyrka (Tävelsås kyrka 1:1)           | Kyrka med begravningsplats (1 byggnad)                   | 1784-1785                         |                                   | Tävelsås        | 56.77588, 14.82660 |                | Se fler bilder av denna byggnad · Ladda upp en till bild av denna byggnad |
| Uråsa kyrka (Uråsa 12:1)                      | Kyrka med begravningsplats (1 byggnad)                   | 1100 eller 1200-talet             |                                   | Uråsa           | 56.69777, 14.91400 |                | Se fler bilder av denna byggnad · Ladda upp en till bild av denna byggnad |
| Vederslövs gamla kyrka (Vederslöv 8:1)        | Kyrka med begravningsplats (1 byggnad)                   | 1100 eller 1200-talet             |                                   | Vederslöv       | 56.78282, 14.73253 |                | Se fler bilder av denna byggnad · Ladda upp en till bild av denna byggnad |
| Vederslövs kyrka (Vederslöv 5:3)              | Kyrka med begravningsplats (1 byggnad)                   | 1878-79                           | Edvard von Rothstein              | Vederslöv       | 56.78515, 14.73170 |                | Se fler bilder av denna byggnad · Ladda upp en till bild av denna byggnad |
| Växjö domkyrka (Domkyrkan 1)                  | Kyrka (1 byggnad)                                        | 1100-talet                        |                                   | Växjö centrum   | 56.87742, 14.81207 |                | Se fler bilder av denna byggnad · Ladda upp en till bild av denna byggnad |
| Öja kyrka (Öja-Gransholm 5:1)                 | Kyrka med begravningsplats (1 byggnad)                   | 1852-1854                         | Johan Carlberg                    | Gransholm       | 56.85074, 14.61403 |                | Se fler bilder av denna byggnad · Ladda upp en till bild av denna byggnad |
| Öjaby kyrka (Brudslöjan 1)                    | Kyrka med begravningsplats (1 byggnad)                   | 1400-talet                        |                                   | Öjaby           | 56.90708, 14.74043 |                | Se fler bilder av denna byggnad · Ladda upp en till bild av denna byggnad |
| Örs kyrka (Ör 8:14)                           | Kyrka med begravningsplats (1 byggnad)                   | 1400-tal eller tidigt 1500-tal.   |                                   | Ör              | 56.99460, 14.67462 |                | Se fler bilder av denna byggnad · Ladda upp en till bild av denna byggnad |
| Östra Torsås kyrka (Torsås 20:1)              | Kyrka med begravningsplats (1 byggnad)                   | 1847-1849                         | Jacob Wilhelm Gerss               | Ingelstad       | 56.74107, 14.92897 |                | Se fler bilder av denna byggnad · Ladda upp en till bild av denna byggnad |

## Älmhults kommun
| Namn                                 | Ursprunglig funktion                   | Byggår      | Arkitekt             | Plats       | Läge               | Anläggnings-ID | Bild                                                                      |
| ------------------------------------ | -------------------------------------- | ----------- | -------------------- | ----------- | ------------------ | -------------- | ------------------------------------------------------------------------- |
| Göteryds kyrka (Göteryd 1:2)         | Kyrka med begravningsplats (1 byggnad) | 1856-1858   | Johan Erik Söderlund | Göteryd     | 56.57044, 13.88414 |                | Ladda upp en till bild av denna byggnad                                   |
| Hallaryds kyrka (Hallaryd 4:1)       | Kyrka med begravningsplats (1 byggnad) | 1862 - 1863 | Ludvig Hedin         | Hallaryd    | 56.48627, 13.88597 |                | Ladda upp en till bild av denna byggnad                                   |
| Härlunda kyrka (Härlunda kyrka 1:2)  | Kyrka med begravningsplats (1 byggnad) | 1600-talet  |                      | Häradsbäck  | 56.53004, 14.45911 |                | Se fler bilder av denna byggnad · Ladda upp en till bild av denna byggnad |
| Pjätteryds kyrka (Pjätteryd 4:1)     | Kyrka med begravningsplats (1 byggnad) | 1833-1834   | Samuel Enander       | Pjätteryd   | 56.64380, 14.02891 |                | Se fler bilder av denna byggnad · Ladda upp en till bild av denna byggnad |
| Stenbrohults kyrka (Stenbrohult 6:1) | Kyrka med begravningsplats (1 byggnad) | 1828 – 1830 | Henrik Måsbeck       | Stenbrohult | 56.61709, 14.18182 |                | Se fler bilder av denna byggnad · Ladda upp en till bild av denna byggnad |
| Virestads kyrka (Virestad 3:1)       | Kyrka med begravningsplats (1 byggnad) | 1799 - 1800 | Per Wilhelm Palmroth | Virestad    | 56.62528, 14.34002 |                | Se fler bilder av denna byggnad · Ladda upp en till bild av denna byggnad |
| Älmhults kyrka (Älmhults kyrka 1:1)  | Kyrka med begravningsplats (1 byggnad) | 1929-1930   | Knut Nordenskjöld    | Älmhult     | 56.55285, 14.12883 |                | Se fler bilder av denna byggnad · Ladda upp en till bild av denna byggnad |